# Erfan Ali Abdulaziz
Erfan Ali Abdulaziz (geb. 12. Dezember 1964) ist ein kurdischer Politiker in der Autonomen Region Kurdistan und der derzeitige Führer der Islamischen Bewegung in Kurdistan.

## Leben
Er wurde am 12. Dezember 1964 in Halabja als Sohn einer bekannten religiösen Familie geboren. Er besuchte die Grundschule in Halabja und besuchte dann das Islamische Institut von Halabja, das von seinem Onkel Uthman Abd al-Aziz geleitet wurde. In den späten 1970er und frühen 1980er Jahren nahm er an Demonstrationen gegen Saddam Hussein teil und wurde auf Anordnung der Baath-Partei der Schule verwiesen. 1987 floh er mit seinem Onkel Osman Abdulaziz, dem Gründer und ersten Führer der Islamischen Bewegung Kurdistans, und seinem Vater Ali Abdulaziz, der den militärischen Flügel der Bewegung leitete, nach Iranisch-Kurdistan. Nach der Gründung der Islamischen Bewegung Kurdistans war er bis 1990 Mitglied des militärischen Flügels der Bewegung. Anschließend ging er an die Universität Teheran, um sein Studium der Politikwissenschaft abzuschließen. Danach absolvierte er 1994 das Sharia-College und begann anschließend mit dem Studium der Internationalen Beziehungen. 1996 kehrte er nach Irakisch-Kurdistan zurück und arbeitete als Berater seines Onkels Osman Abdulaziz. Anschließend wurde er Leiter des Zentrums für politische und strategische Forschung der Islamischen Bewegung Kurdistans und gab ein politisches Magazin namens Bawar heraus. 2003 verließ er das irakische Kurdistan und kehrte erst 2007 zurück. Am 28. Juli 2016 wurde er beim 11. Kongress der Partei als Führer der Islamischen Bewegung wiedergewählt. Am 5. Februar 2022 wurde er beim 12. Kongress zum dritten Mal als Führer der Islamischen Bewegung wiedergewählt.